# Кожакентський сільський округ
Кожаке́нтський сільський округ (каз. Қожакент ауылдық округі, рос. Кожакентский сельский округ) — адміністративна одиниця у складі Жанакорганського району Кизилординської області Казахстану. Адміністративний центр та єдиний населений пункт — село Кожакент.
Населення — 3152 особи (2021; 3007 у 2009, 2747 у 1999, 2119 у 1989).
Станом на 1989 рік існувала Міялинська сільська рада (село 23 Партз'їзд).